# Cocquerel
Cocquerel – miejscowość i gmina we Francji, w regionie Hauts-de-France, w departamencie Somma.
Według danych na rok 2011 gminę zamieszkiwało 217 osób, a gęstość zaludnienia wynosiła 23 osoby/km² (wśród 2293 gmin Pikardii Cocquerel plasuje się na 856. miejscu pod względem liczby ludności, natomiast pod względem powierzchni na miejscu 497.).